# Дервиш Бузгала Самарканди
Де́рвиш Бу́згала́ Самарка́нди́ — известный в прошлом музыкант, певец и композитор. Родился в конце XVI века в Самарканде. Вероятно был дервишом. Являлся одним из самых известных учеников известного музыканта — Амира Али Акбара Самарканди. Был известен как искусный исполнитель макама, создавал савты, амалы, пешравы и талкины (музыкальные термины той эпохи). Дервиш Бузгала Самарканди упоминается в музыкальном трактате Дервишали Чанги, в котором он несколько раз описан как искусный мастер своего дела. Умер в первой половине XVII века вероятно в Самарканде.